# Francis Giles
Francis Giles (1787–4 de marzo de 1847) fue un ingeniero civil británico, especializado en canales y labores de topografía, que trabajó para John Rennie. Como ingeniero ferroviario, intervino como proyectista del Ferrocarril de Londres y Southampton, aunque debido a su problemática gestión de las obras, acabó siendo sustituido por Joseph Locke.

## Semblanza
El célebre ingeniero John Rennie empleó a Giles, su antiguo alumno, para llevar a cabo el trabajo de detalle para la inspección del Canal de Navegación de Londres a Portsmouth. Cuando Rennie organizó la oposición a la ruta elegida por George Stephenson para el Ferrocarril de Liverpool y Mánchester, se aseguró de que Giles fuera llamado como testigo. En su comparecencia, Giles pronunció en 1825 una sentencia que se hizo famosa en su tiempo acerca de los problemas (que la práctica desmentiría) que podría implicar que el ferrocarril atravesara la zona pantanosa de Chat Moss:

“Ningún ingeniero en sus cabales pasaría por Chat Moss si quisiera hacer un ferrocarril de Liverpool a Mánchester. En mi opinión, ciertamente no se puede hacer un ferrocarril de manera segura sobre Chat Moss sin ir al fondo del Moss”.

En 1831, Giles fue nombrado ingeniero del Ferrocarril de Londres y Southampton. Como resultado de su sobreestimación de los costos y de sus advertencias sobre la dificultad de cruzar la zona pantanosa de Chat Moss, se lo consideraba un hombre cauteloso y seguro. Sin embargo, subestimó en gran medida el costo de la construcción del Ferrocarril de Londres y Southampton, y pronto se vio en dificultades. Stephenson fue muy crítico al afirmar que "toda la riqueza de la empresa sería enterrada para siempre" en el desmonte de St George's Hill, en Weybridge. Se produjeron grandes retrasos en las obras, los costos quedaron fuera de control, y las acciones de la compañía del ferrocarril se desplomaron.
Giles recibió críticas considerables. En ese momento, también estaba proyectando el Ferrocarril de Portsmouth Junction, y se había convertido en ingeniero de los Muelles de Southampton. Su estimación original de 894.874 libras esterlinas realizada en 1834 para el coste del Ferrocarril de Londres y Southampton, se modificó a 1.507.753 libras esterlinas en 1836. Los accionistas de Lancashire exigieron que otro ingeniero confirmara las cifras, pero incluso entonces, si Giles permanecía en el cargo, recomendaron que no se aportase más capital. Giles hizo un acercamiento no autorizado a terratenientes y accionistas influyentes para obtener más dinero, y propuso aplazar el proyecto de ley para pedir prestado más dinero, sugiriendo que la parte central inconclusa de la línea debería dejarse incompleta hasta que los ingresos de las secciones completadas de Londres a Basingstoke y de Winchester a Southampton fueran rentabilizadas. Pero finalmente fue destituido, y se designó a Joseph Locke en su lugar.
Giles falleció en 1847, y está enterrado en el Cementerio de Kensal Green, cerca de Londres.

## Realizaciones

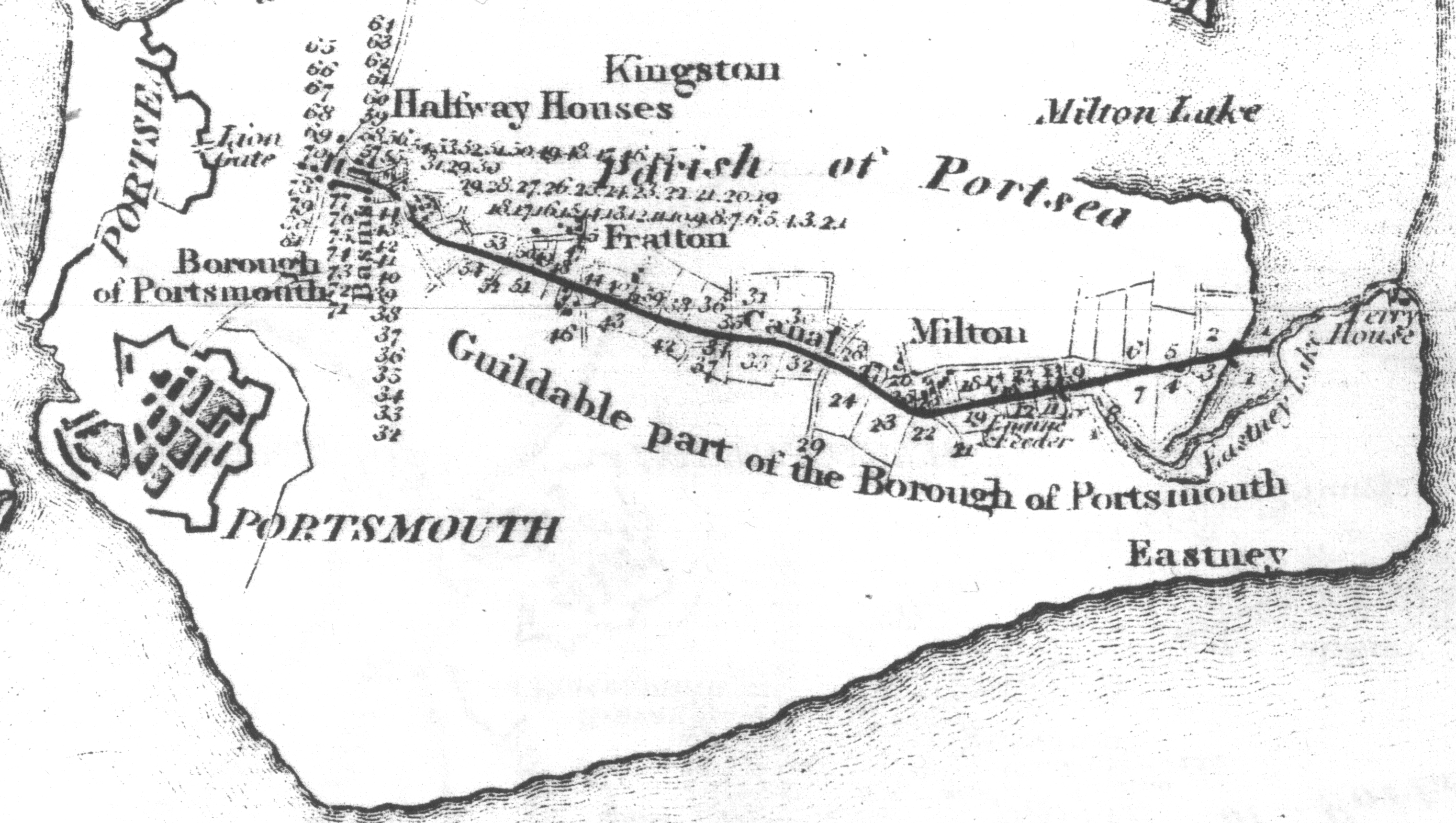
Parte de un mapa de la ruta entonces propuesta del Canal de Portsmouth y Arundel producido por Neelam & Francis Giles

- Canal de Kent & Sussex Junction (1811) – con Netlam Giles, inspeccionó la ruta como parte de la verificación de John Rennie del trabajo de Alexander Sutherland.
- Canal de Stort - Cam (1811) – volvió a inspeccionar la ruta con Netlam Giles bajo la dirección de John Rennie.
- Canal de Wey y Arun Junction (1815) – con Netlam Giles, inspeccionó una ruta desde el Canal de Croydon hasta Newbridge en el valle del río Arun.
- Canal de Portsmouth & Arundel (1815) – con Netlam Giles inspeccionó una ruta para el canal en nombre de John Rennie.
- Proyecto del Canal de Western Union (1819) – plano del canal para el comité Canal del Kennet y del Avon.
- Río Ivel (1821) - navegación fluvial costeada desde Biggleswade hasta Langford Bridge y hasta Hitchin y Baldock.
- Río Ivel (1822) – navegación fluvial costeada hasta Shefford.
- Sección Navegación Aire & Calder - Wakefield (1822) - trabajó en esquemas alternativos basados en los planes de John Rennine para profundizar el río a 7 pies y tomar embarcaciones de 100 toneladas.
- Canal de Hertford Union (Gran Unión) (1824) – ingeniero designado.
- Canal de Hants & Berks Junction (1825) – inspeccionado, propuso un canal de 13 millas con un túnel de media milla, un plano inclinado y varias esclusas.
- Canal Navegable de Londres a Portsmouth (1825) – tomó datos altimétricos para el proyecto combinado de John Rennie, James Elmes y N W Cundy.
- Proyecto del Canal de Liverpool (1830) – ruta propuesta para conectar el Canal de Bridgewater, el Canal de Sankey y el Mersey & Irwell por un acueducto del Mersey.
- Canal de Birmingham y Warwick Junction (1830) – ingeniero designado.
- Sankey Brook Navegable (1831) – ingeniero designado para la extensión a Widnes.
- Río Lee – inspeccionó el río y recomendó que el número de esclusas se redujera a 17 de las 25 esclusas principales y 3 medias esclusas.
- Ferrocarril de Newcastle y Carlisle – ingeniero designado; directamente responsable del puente de Corby, del viaducto de Corby y del puente de Gelt en el extremo occidental de la ruta.
- Ferrocarril de Londres y Southampton (1831) – ingeniero designado. El nombre de la compañía se cambió a Ferrocarril de Londres y del Suroeste.
- Muelles de Southampton (1836) – ingeniero designado.
- Ferrocarril de Reading, Guildford y Reigate (1846) - nombrado Ingeniero en Jefe.